# Charlotte Löwensköld (1979)
Charlotte Löwensköld är en svensk dramafilm från 1979 i regi av Jackie Söderman. Filmen är baserad på Selma Lagerlöfs romaner Charlotte Löwensköld och Anna Svärd. I huvudrollerna ses Ingrid Janbell, Lars Green, Gunnel Broström, Sven Wollter, Sickan Carlsson och Gunnar Björnstrand. Under namnet Charlotte Löwensköld och Anna Svärd gavs filmen som TV-serie i en utökad version om fem avsnitt, på vardera 60 minuter, på TV2 under tiden 18 mars–17 april 1981.

## Rollista i urval
- Ingrid Janbell –	Charlotte Löwensköld, husmamsell
- Lars Green – Karl-Artur Ekenstedt, präst
- Gunnel Broström –	Beate Ekenstedt, överstinna
- Sven Wollter –	Schagerström, brukspatron
- Sickan Carlsson –	Regina Forsius, prostinna
- Gunnar Björnstrand – Forsius, prost
- Arja Saijonmaa –	Anna Svärd
- Per Oscarsson – Pontus Friman
- Christina Stenius	– Thea Sundler
- Marika Lindström – Jaquette Ekenstedt
- Rune Turesson – Ekenstedt, överste
- Gösta Prüzelius – Sundler, organist
- Tove Waltenburg – hushållerska hos Ekenstedt